# Protolampra shuotsensis
Protolampra shuotsensis là một loài bướm đêm trong họ Noctuidae.